# Eustachy Jeło Maliński
Eustachy Jeło Maliński herbu Pietyrog (zm. w 1621 roku), duchowny greckokatolicki. Nominowany w 1607 na ordynariusza łucko-ostrogskiego, jego nominacja została zatwierdzona w 1609. Konsekrowany na biskupa 30 maja 1609.